# 摔角狂热31
第三十一届摔角狂热大赛（英語：WrestleMania 31）是世界摔角娱乐按次付费观看节目摔角狂热的第31届赛事，定于2015年3月29日在美国加利福尼亚州圣克拉拉李维斯体育场举行，是第一次在旧金山湾区、第6次在加利福尼亚州举办的摔角狂热赛事（继第二届、第七届、2000和第二十一届）。
赛事获得摔迷和评论员的一致好评，有评论员称其为史上最优秀的一届摔角狂热大赛。WWE报道称该赛事是WWE史上最卖座的赛事，赚到1260万美元，现场观众人数达76976人。

## 制作

### 背景
摔角狂热大赛是WWE的旗舰级赛事，被誉为体育娱乐界的超级碗。
本届赛事标志首次采用了红色的“播放”键。根据《圣何塞水星报》（San Jose Mercury）的文章，文斯·麦克马洪解释播放键代表硅谷的技术实力。赛事有两首主题曲。一是大卫·库塔和斯盖拉·格瑞的《雄起》（Rise），一首是墨迹小子的《钱权当道》（Money and the Power）。格莱美奖得主LL Cool J将献上开场表演。
赛事的旅行套票于2014年9月29日开售，加州梦幻旅行独家套票高达5500美元。VIP套票、白金高级套票、金套票、银套票10月6日发售，价格从3250美元、1650美元、1150美元到900美元不等，内含赛事门票、酒店住宿费用、往返机票和零距离活动（WrestleMania Axxess）的门票。个人票于11月15日发售，价格从35美元到1000美元不等。

### 剧情
本届摔角狂热中的比赛涉及到摔角手们赛前的争斗、情节和剧情线剧本，剧情在WWE主要的电视节目Raw和SmackDown播出。摔角手将被描绘成正反两派，根据一系列比赛建立摔角比赛或系列比赛的紧张或高潮局面。

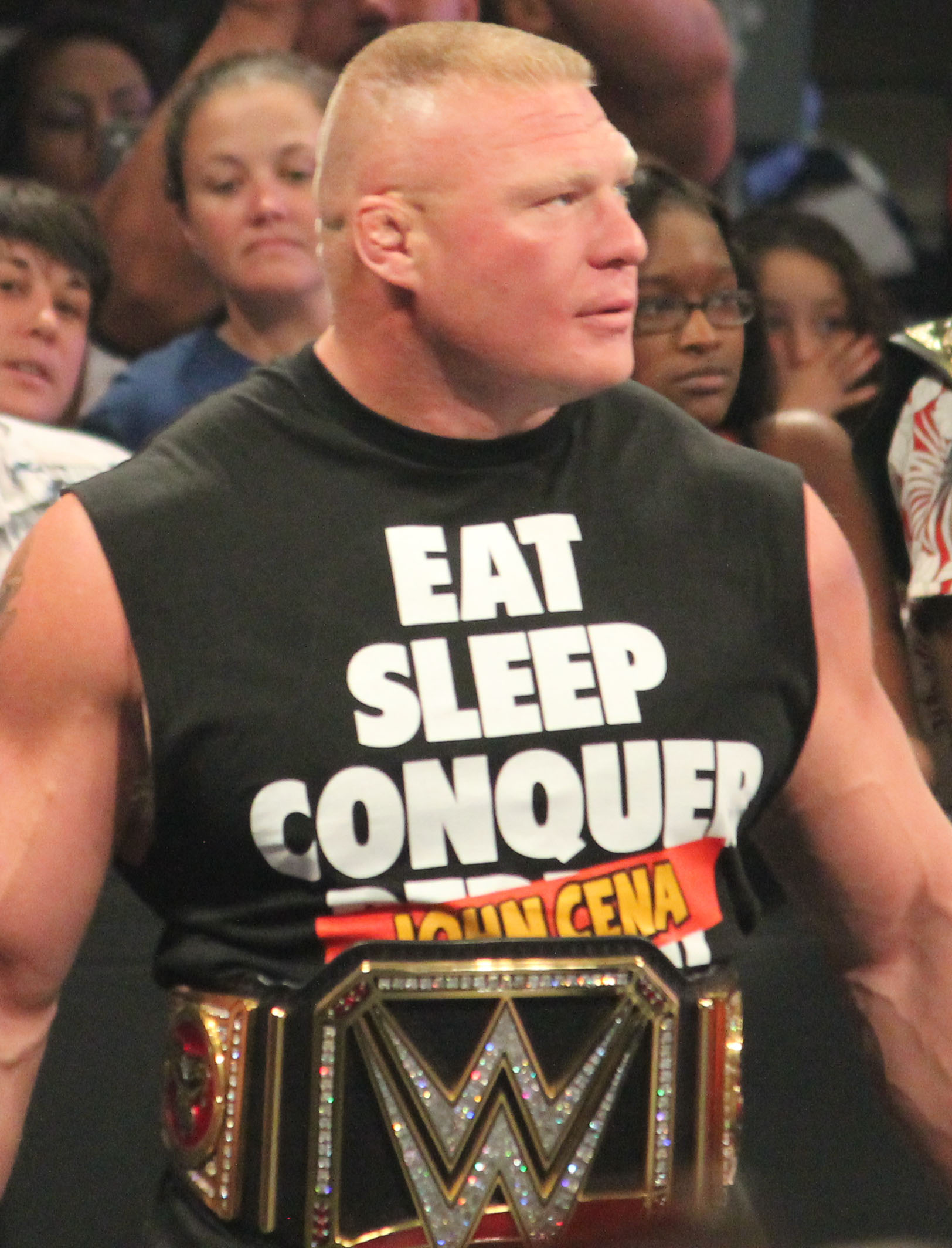
现任WWE世界重量级冠军布洛克·莱斯纳将在摔角狂热上面对罗曼·雷恩斯的冠军挑战

在皇家大战上，布洛克·莱斯纳在对阵约翰·塞纳和賽特·羅林斯的三重威胁赛上成功捍卫WWE世界重量级冠军，然而，瑞恩斯赢得了2015年的皇家大战，获得在摔角狂热主战赛上对阵莱斯纳的机会。费城的观众对获胜的罗林斯抱以嘘声，而夺冠大热丹尼尔·布莱恩不幸被淘汰。2月2日的Raw上，在全权夫妇的推动下为解决争议，瑞恩斯同意在《快车道》上进行第一竞争者资格赛。当晚，丹尼尔·布莱恩击败罗林斯，赢得对阵瑞恩斯的机会。最终在《快车道》上，瑞恩斯击败了布莱恩，在摔角狂热上争夺莱斯纳的冠军。《快车道》过后，瑞恩斯的头衔赛面临着“是否值得成为主战赛”的困境。
在强者生存上，首次亮相WWE的斯汀干扰了作为主战赛的强者生存淘汰赛，袭击了三大H，帮助道夫·齐格勒压制罗林斯，让塞纳队赢得比赛，全权夫妇的权力按照比赛的次要规定而被撤。1月19日Raw的主战赛——塞纳对阵凯恩、Big Show和罗林斯的三对一强弱不等赛期间，斯汀在后台首次亮相Raw。赛场的灯光随之变暗，斯汀走上擂台，给擂台边的全权夫妇打手势。罗林斯被分散掉注意力，让塞纳借机压制获胜，恢复了最近被解雇的齐格勒、雷贝克和埃里克·罗温（受伤）的职位。1月26日，WWE官方网站宣布，三大H向斯汀下战书，在《快车道》上正面交锋。2月9日的Raw上，三大H再次呼吁斯汀接受他的挑战。后来灯灭了，一群斯汀的模仿者出现在赛场周围和擂台里面，被聚光灯照亮，现场大屏幕放出视频消息，斯汀表示接受三大H的挑战。在《快车道》上，两人发生口角，直至斯汀立马摁倒了三大H，指着椽子的摔角狂热标志，三大H接受了挑战。当晚晚些时候，三大H宣布将在比赛中对阵斯汀。
2月23日的Raw宣布了将在摔角狂热举办第二届巨人安德烈纪念杯上绳挑战赛（André the Giant Memorial Battle Royal）。米兹、柯蒂斯·阿克塞尔和雷贝克宣布参赛。接着在2月26日的SmackDown上，范丹戈和亚当·罗斯宣布参赛。3月2日，扎克·莱德透过Facebook宣布参赛。当晚晚些时候，杰克·斯瓦格、泰特斯·奥尼尔和达伦·杨透过WWE应用程序宣布参赛。3月9日，埃里克·罗温和辛卡拉宣布参赛。3月9日的Raw上，达米安·仙道宣布参赛。3月16日的Raw上，戈尔德斯特、希斯·斯拉特和马克·亨利宣布参赛。3月20日WWE官网宣布，3月26日的摔迷零距离活动上，NXT（WWE的发展联盟）将有四名选手透过比赛角逐挑战赛的比赛资格，最终小林健太赢得当天的比赛，获得参赛机会。3月23日，夜煞天团在WWE官方应用程序上宣布参赛。3月26日，WWE官网宣布比赛将在热身赛中进行。

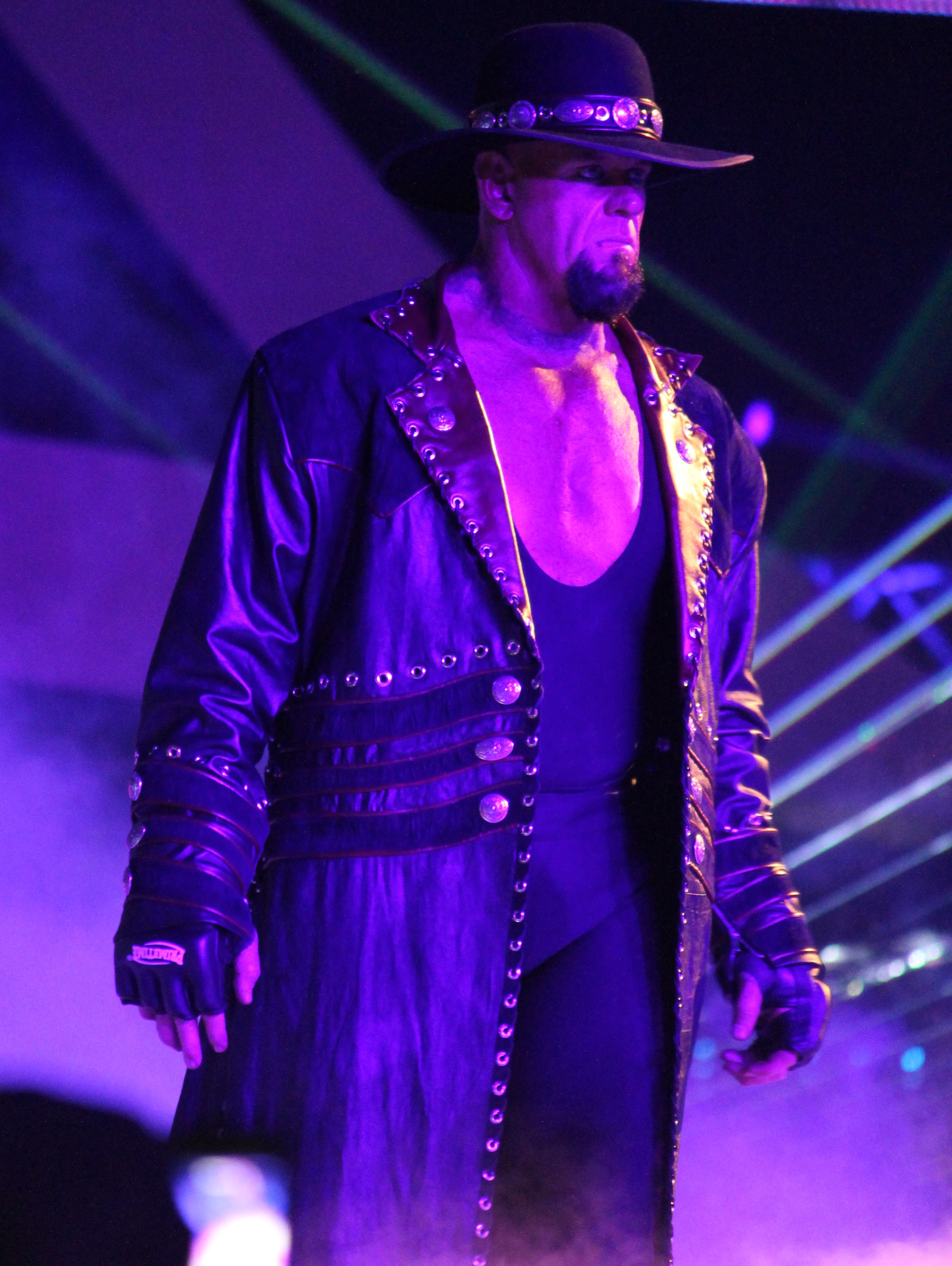
送葬者的“21-1”的摔角狂热连胜纪录被打破后，在本届赛事上对阵布雷·怀亚特，是自上届赛事败给布洛克·莱斯纳后的首场比赛。

2月26日，WWE在Facebook主页宣布洲际冠军“坏消息”巴雷特将在摔角狂热的多人梯子赛上捍卫头衔。3月2日的Raw上，阿特鲁夫宣布参赛。3月4日，迪恩·安布罗斯和卢克·哈珀在WWE官网上宣布参赛。3月5日，齐格勒在SmackDown上宣布参赛。3月10日，星尘宣布参赛。3月12日，布莱恩在SmackDown上宣布参赛。

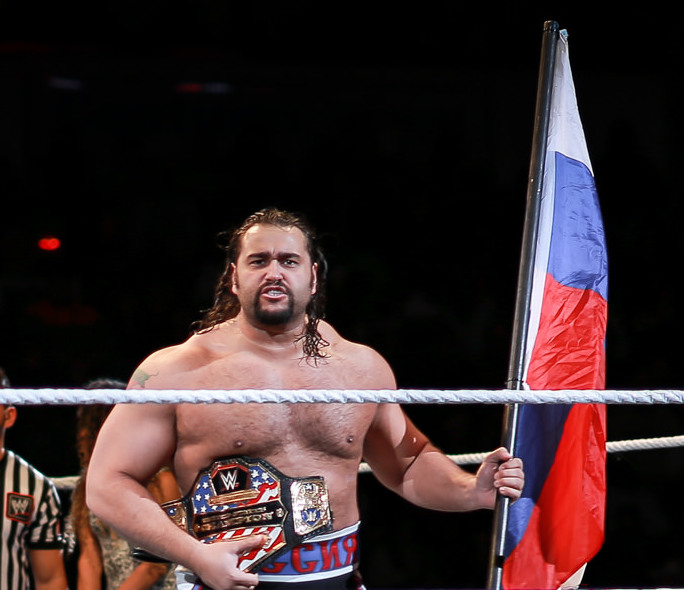
亚历山大·鲁瑟夫在摔角狂热首战中要面对约翰·塞纳的全美冠军挑战。

在《快车道》上，亚历山大·鲁瑟夫用下路攻击（裁判被拉娜分散注意力）击败了塞纳，保留住全美冠军，让他传递出荣耀（Accolade）。接下来数周，塞纳跟鲁瑟夫提出重赛要求但被拒绝。3月2日的Raw上，史蒂芬妮·麦克马洪决定不让塞纳参加摔角狂热，除非鲁瑟夫同意比赛。3月9日的Raw上，鲁瑟夫击败阿克塞尔后，鲁瑟夫说出了一番针对美国的侮辱性言论。此前，塞纳警告他胆敢这样做，就要尝尝美国式的战斗。于是，塞纳跑进擂台，送给鲁瑟夫一招STF，把他摔晕。塞纳后来在他脸上浇了一瓶水让他恢复过来，又送给他一招STF。尽管鲁瑟夫已经失去意识，塞纳还是不放过他，直至拉娜代表鲁瑟夫同意在摔角狂热上与塞纳打重赛。
3月2日的Raw，被布里·贝拉偷袭的佩奇，因尼基·贝拉的比赛资格被取消（disqualification）而获胜。因此，尼基保住冠军。贝拉姐妹袭击了佩奇，直至伤愈回归的AJ·李伸出援手。3月5日的SmackDown上，AJ击败了布里，佩奇负责防止尼基干扰比赛。3月9日，WWE官网宣布AJ和佩奇将在摔角狂热上对阵贝拉姐妹。
在《快车道》上，布雷·怀亚特给送葬者下了在摔角狂热上比赛的战书，他曾在一周前向送葬者传递信息。3月9日的Raw上，送葬者接受怀亚特的挑战。
2014年10月20日的Raw上，兰迪·奥顿、凯恩和塞斯·罗林斯与塞纳和安布罗斯举行了一场三对二强弱不等街头大战，奥尔顿夺取胜利后被罗林斯用夺命追击（Curb Stomped）偷袭而负伤。10月27日的Raw上，奥顿不顾上周不受全权夫妇控制命令，袭击了罗林斯。11月3日的Raw上，沮丧感提升的奥顿在罗林斯跟齐格勒争夺洲际冠军时发动袭击，导致罗林斯因取消比赛资格获胜，要求跟罗林斯打恩怨赛，三大H准许了，还让奥顿跟自己站一边。罗林斯压制对手背部制胜，奥顿袭击了全权夫妇，后来又被罗林斯偷袭。在《快车道》上，奥顿回归，又一次袭击全权夫妇。随后几周，奥顿帮助罗林斯赢得比赛。3月9日的Raw上，罗林斯跟雷恩斯打完比赛后，被奥顿偷袭。3月12日的SmackDown上，奥顿提出要跟罗林斯在摔角狂热上比赛。3月16日的Raw上，罗林斯同意挑战，但前提是奥顿要在当晚跟他单挑，奥顿同意。
在《快车道》上，泰森·基德和塞萨罗击败乌索兄弟赢得WWE双打冠军。3月23日，WWE官方网站宣布泰森·基德和塞萨罗将在热身赛的四强争霸组队赛中，对阵斗牛犬组合、明日组合和乌索兄弟，捍卫冠军头衔。

## 赛况

### 转播组
暖场秀由蕾妮·扬主持，布克·T、蔻利·格瑞福斯和拜伦·萨科斯顿担任分析师，而汤姆·菲利普斯和丽塔则担任社交媒体记者。英语解说员有麦可·柯尔、杰利·劳勒和约翰·“布拉德肖”·拉菲尔德。场边也设西班牙语、德语、法语和意大利语解说。莉丽恩·贾希亚和爱登·斯蒂尔斯担纲擂台播报员。

### 特邀嘉宾
作为传统，摔角狂热大赛会邀请众多名人嘉宾亮相节目，其中有担任后台记者的E! News记者玛丽亚·曼努诺斯。按次付费观看节目的转播由阿洛伊·布莱克演唱《美丽的阿美利加》拉开帷幕。斯盖拉·格瑞、特拉维斯·巴克和墨水小子则演唱了赛事两大主题曲《崛起》和《钱权当道》的串烧，奉献了另一场音乐表演。阿诺德·施瓦辛格也亮相赛事，为Triple H宏大的《终结者：创世纪》主题出场打头阵，随后以名人应征者的身份入选2015届WWE名人堂。

### 暖场秀
暖场秀开展了两场比赛。首场比赛是争夺WWE双打冠军的四强争霸大赛，在现任冠军泰森·基德和凯撒罗（娜塔莉雅陪同）、明日组合（大E和科菲·金斯顿、哈维尔·伍兹陪同）、斗牛犬组合（普里莫和费尔南多，小公牛陪同）和乌索兄弟（吉米·乌索和杰伊·乌索，娜奥米陪同）之间展开。大E被吉米·乌索扑倒后，凯撒罗将乌索扔出擂台，趁机双肩压力。此外，值得注意的是，杰伊·乌索在比赛中肩膀负伤，让他缺阵数月，而娜塔莉亚则送给小公牛一记四号锁腿。
第二场是巨人安德烈纪念皇家大战。达米安·米兹道突袭淘汰双打搭档米兹后，被大秀哥淘汰，一举赢得30人比赛。

### 正赛
首场比赛是争夺洲际冠军的七人梯子赛，卫冕冠军“坏消息”巴雷特对阵挑战者丹尼尔·布莱恩、阿特鲁夫、迪恩·安布罗斯、卢克·哈珀、道夫·齐格勒和星尘。布莱恩与齐格勒在梯子上方互相用头槌袭击对方，最终齐格勒被撞下梯子，布莱恩摘得他的首个洲际冠军腰带。
第二场比赛是塞斯·罗林斯和兰迪·奥顿之间的单打赛。罗林斯和奥顿均分别对对手使出终结技RKO和践踏暴击，最终奥顿用第二记RKO反击罗林斯从空中飞扑祭出的践踏暴击，锁定胜局。

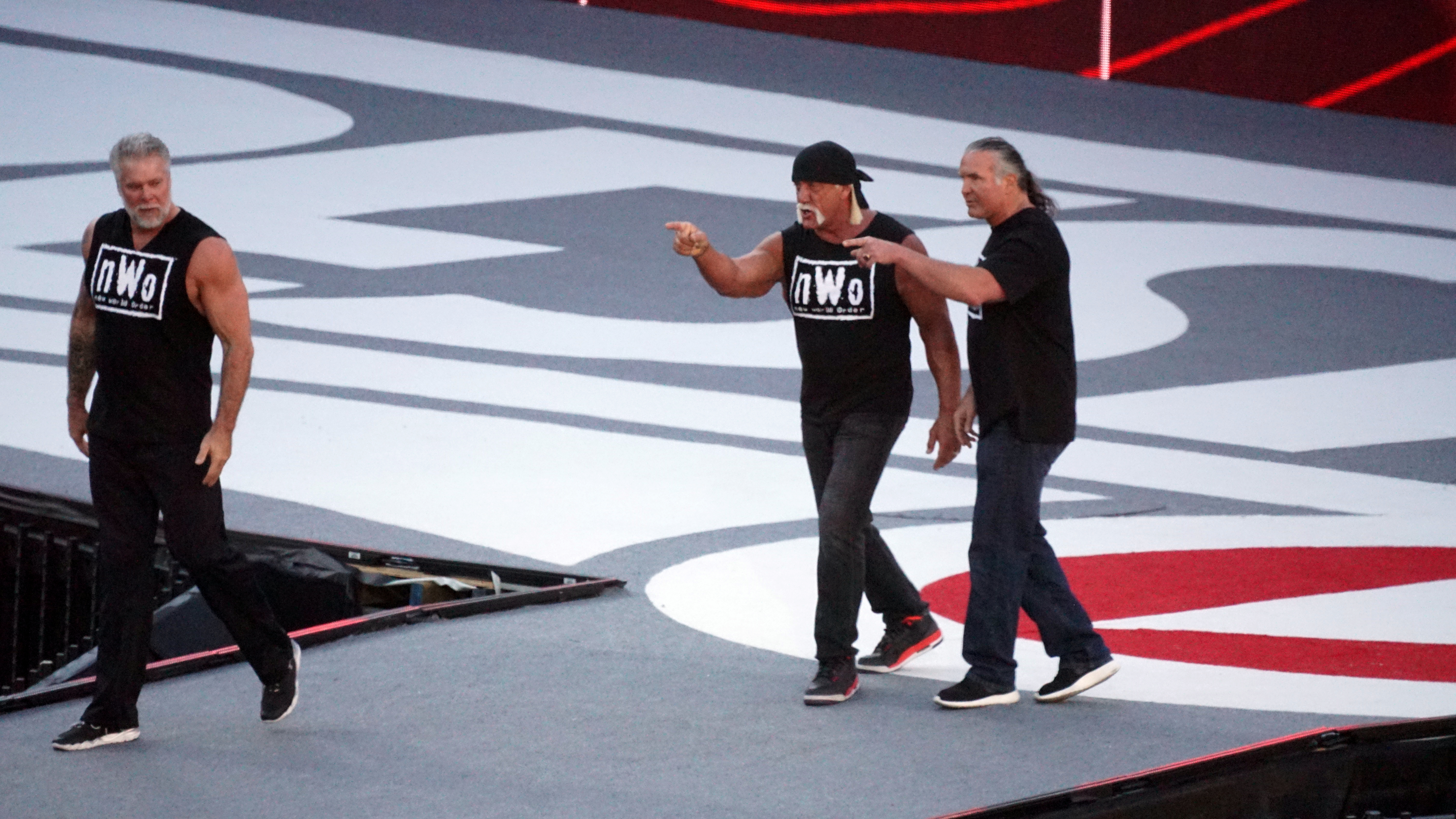
新世界秩序成员凯文·纳什（左）、胡克·霍根（中）和斯科特·霍尔（右）进场。

当晚第三场比赛兼首场主战赛是三大H和史汀之间的双肩压力或投降赛。比赛中途，史汀施展毒蝎致命锁让三大H拍地投降，反而三大H的DX盟友冲上擂台试图干扰比赛。史汀将比利·刚恩、洛德·道格和X-Pac一一击倒后，破解了三大H的名门攻击，把他扔出擂台。在台下，三大H对斯汀施出名门攻击，抄出一个大铁锤，此时三位原新世界秩序（nWo）成员胡克·霍根、斯科特·霍尔和凯文·纳什出场搭救史汀。nWo成员放倒DX一众人马，让史汀用毒蝎死亡抛抛摔三大H后连续压制，但被三大H摆脱。三大H想抓他的大铁锤，但霍根将铁锤没收，引发史汀锁住三大H让他拍地求饶之余，两派爆发冲突。此时，肖恩·迈克尔斯出现，对着史汀来了一记超级踢。三大H借机压制史汀，但被史汀摆脱。过后三大H爬到队友身旁，接过比利·刚恩手中的大锤，同时斯科特·霍尔也将他的标志性球棒递给史汀。三大H和史汀均持有武器，让双方陷入僵局。史汀用球棒顶了三大H的肚子，将他的铁锤棍打断。之后，史汀将三大H逼入擂台角，使出他的毒刺飞扑。史汀二度使出毒刺飞扑时，被三大H用锤子打中并顺势双肩压力获胜。赛后，三大H和史汀在擂台中握手言和，而解说团队推测WWE和WCW的世仇终于被平息。
后台，玛丽亚·曼努诺斯采访新科洲际冠军丹尼尔·布莱恩，其后派特·派特森、罗迪·派珀、瑞奇·斯廷博特、瑞克·福莱尔和布雷特·哈特等前任洲际冠军加入，一道用布莱恩的口头禅“Yes!”祝贺他，期间罗恩·西蒙斯出现，大喊他的口头禅“Damn!”。
第四场比赛是贝拉姐妹花 （布里·贝拉和尼基·贝拉）与AJ·李和佩奇之间的双打赛。佩奇和尼基·贝拉先开始较量。比赛大部分时间都是贝拉姐妹花孤立佩奇，阻止她与AJ交接进场。而AJ进场后摆脱贝拉姐妹一连串的压制，直至佩奇在擂台外施出双飞冲肩放倒贝拉两人。最终，佩奇与AJ交接后，进场便用黑寡妇锁住妮琪，贝拉进场搭救。佩奇之后踢了贝拉一脚，但之后被推出擂台。布里分散AJ的注意力，让尼基对她发动正面摔后压制它，但AJ摆脱。场外，佩奇将贝拉推向擂台阶梯。过后，AJ·李再次用黑寡妇锁住尼基，致使尼基拍地求饶。
赛后，2015届名人堂成员游击队员、拉里·扎比斯科、阿兰多拉·布莱泽、藤波辰尔、阿诺德·施瓦辛格和凯文·奈许与观众见面，而追授成员兰迪·沙瓦吉和康纳·“粉碎机”·米卡雷克则由家人代表亮相。
第五场比赛是美国冠军头衔赛，卫冕冠军鲁塞夫在经纪人拉娜的陪同下，迎战约翰·塞纳。鲁塞夫主宰了比赛的大部分时间，彻底盖过塞纳的风头，但塞纳成功反击。比赛结束时，拉娜爬进擂台时被鲁塞夫误伤，塞纳见状对鲁塞夫发动霸王举鼎并压制，第四次赢得美国冠军。这是自2014年4月入选WWE正式花名册以来，首次被压制输掉比赛。
全权夫妇（三大H和史黛芬妮·麦克马洪）宣布摔角狂热大赛创下了76976人的李维斯体育场现场观众人数记录。之后两人开始吹嘘他们的业绩和三大H在当晚早些时候战胜史汀的战绩，将洛克引进擂台。一番口舌后，麦克马洪侮辱了洛克，扇了他一记耳光，嘲笑他不会还击，因为他不敢打女人。洛克之后带上坐在前排的UFC女子轻量级冠军龙达·鲁西。鲁西对麦克马洪放话，称她主宰她所处的每一座擂台。洛克袭击了三大H， 紧接着鲁西给了麦克马洪一记肘关节固定后，将麦克马洪和三大H扔出擂台。

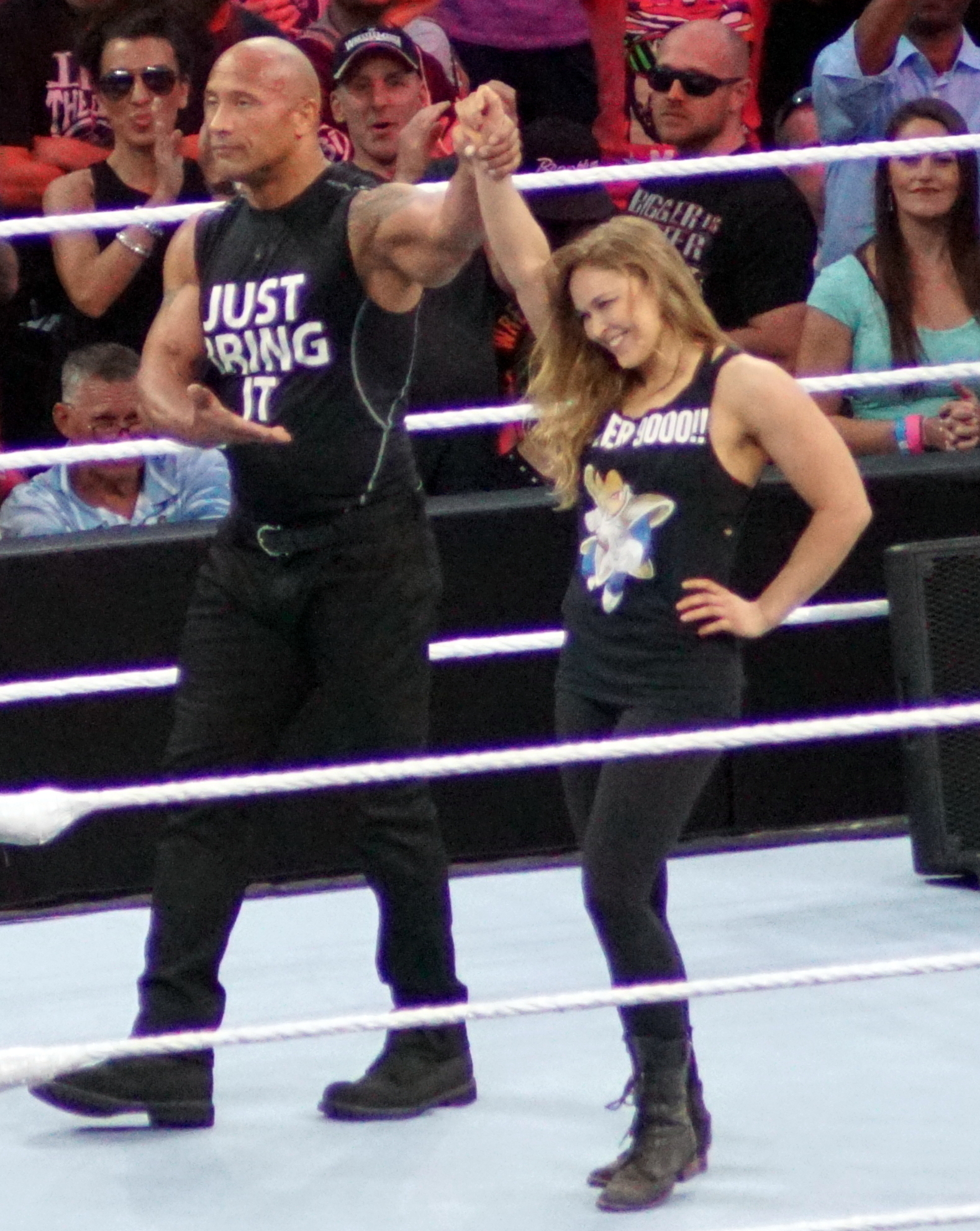
痛击史黛芬妮·麦克马洪和三大H夫妇的洛克（左）和龙达·鲁西（右）在台上庆祝。

第六场比赛中，送葬者迎战布雷·怀亚特。这是送葬者自第三十届摔角狂热大赛以来首次亮相。据称，怀亚特在当天早些时候热身时真正受伤，导致双方的比赛节奏非常慢。尽管怀亚特很大程度上处于进攻势头，但送葬者仍然使出上绳走钢丝、大脚踢和锁喉抛摔等标志性动作。随后，怀亚特摆脱头部坐击，而送葬者也摆脱了妹妹阿比盖尔。随后两人分别嘲弄性地使出对方的标志性动作（怀亚特的“蜘蛛行走”（Spdier Walk）和送葬者的“最后的乘坐”（"zombie" sit-up）），之后送葬者凭借第二记墓碑石钉头锁定胜局。

### 主战赛

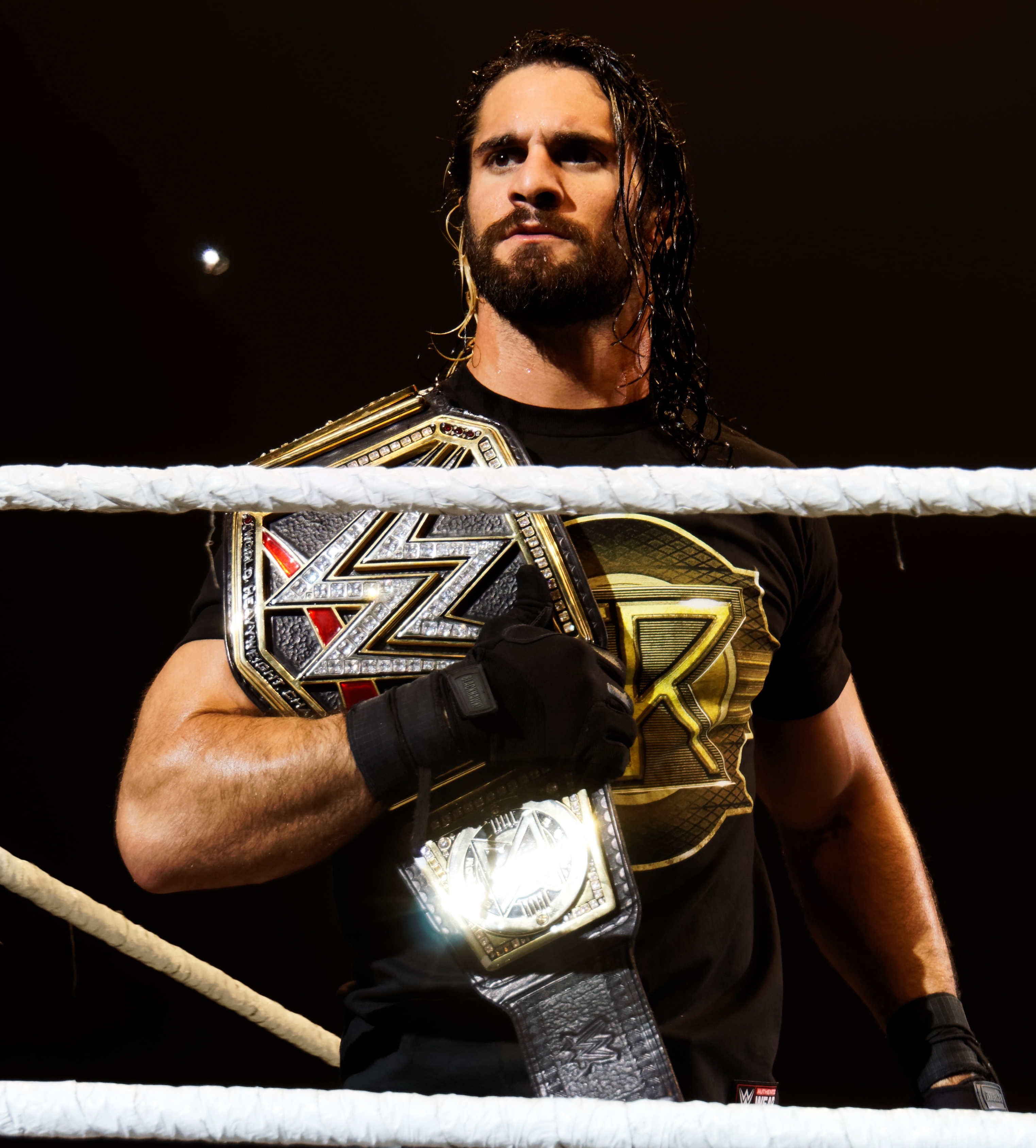
赢得WWE世界重量级冠军后的塞斯·罗林斯。

当晚的主战赛是卫冕冠军布洛克·莱斯纳（保罗·海曼陪同）和罗曼·雷恩斯之间的WWE世界重量级冠军头衔赛。比赛刚开始，莱斯纳使出德式过肩摔（German suplex）和F-5，均没能压制雷恩斯。之后莱斯纳的脸部虽受到轻微刮伤（后来下巴也负伤），却依然在接下来十分钟内使出膝盖攻击和各种过肩摔（渔夫式、德式、后抛式、垂直式），这让莱斯纳不禁打趣道：“过肩摔的天下，婊子！”。后来莱斯纳在进入第8分钟的关口第二次使出F-5，但被雷恩斯摆脱。脱下MMA手套后，莱斯纳三度使出F-5，超出了第三十届摔角狂热大赛上对送葬者使出的次数。12分钟，比赛进入转折点，两人均在台下，雷恩斯将莱斯纳撞在擂台角柱上，导致莱斯纳头部大出血。之后莱斯纳勉强躲过被场外数秒淘汰的险境，但吃了雷恩斯的三记超人重拳后，又面临两次连续的飞冲肩，但莱斯纳躲过了第二次飞冲肩。莱斯纳用第四记F-5抵挡超人重拳，但丧失接着压制莱斯纳的力气。
比赛已经超过15分钟，两人仍然倒地不起。这时塞斯·罗林斯抱着他的合约公文包从后台跑进场，兑现他的比赛合约，裁判麦克·奇欧达立马将比赛转为三重威胁赛。罗林斯将雷恩斯推下擂台，对莱斯纳使出践踏暴击，但在第二次使用暴击时被准备使出F-5的莱斯纳举起，但雷恩斯迎面飞冲肩雷斯纳，救出罗林斯。莱斯纳被推出擂台后，罗林斯转身雷恩斯对使出践踏暴击后压制三秒，赢得冠军。赛后，罗林斯跑回入口处坡道，举起世界冠军腰带大肆庆祝。

## 评价
WWE报道称该赛事是WWE史上最卖座的赛事，赚到1260万美元，现场观众人数达76976人。然而，《摔角观察报》的戴夫·梅尔策称现场观众仅为67000人，表示第二场主战赛期间“整个球场其实有很多空座位”，大部分是在上层。
赛事获得摔迷和评论员的一致好评。加拿大人探索网给予赛事10星的满分评价，称其为“史上最棒的狂热大赛”，其中布洛克·莱斯纳、罗曼·雷恩斯和塞斯·罗根三人间的主战赛获得8.5星（满分10星，下同）的评价。史汀和三大H的比赛获得9星评价，而送葬者和布雷·怀亚特的比赛则为8星。
在赛事的现场报道中，戴夫·梅尔策表示赛事“是我所看过的最好的比赛之一。几场伟大的比赛，一个杀手级的角度，但略有不足之处。”他赞赏龙达·鲁西的参与。梅尔策后来写道，直播这场赛事的感觉好比新日本职业摔角联盟东京巨蛋比赛，但重新看了比赛的录影带后，他不再有这种感觉。总体而言，他指出本届赛事“是摔角狂热史上更为平衡的赛事之一，因为没有糟糕的比赛。但赛事没有出现年度赛事或最佳摔角狂热比赛候选者水平的比赛。”
《独立报》的杰克·德·梅内塞斯（Jack De Menezes）指出“赛事如果不能成为史上最伟大的一届摔角狂热赛事，就会成为之一。从NWO的重聚，到洛克联手龙达·鲁西，以及兰迪·奥顿令人难以置信的‘随处RKO’，几乎每一场比赛都交出最盛大的舞台上的看点。”

## 后续

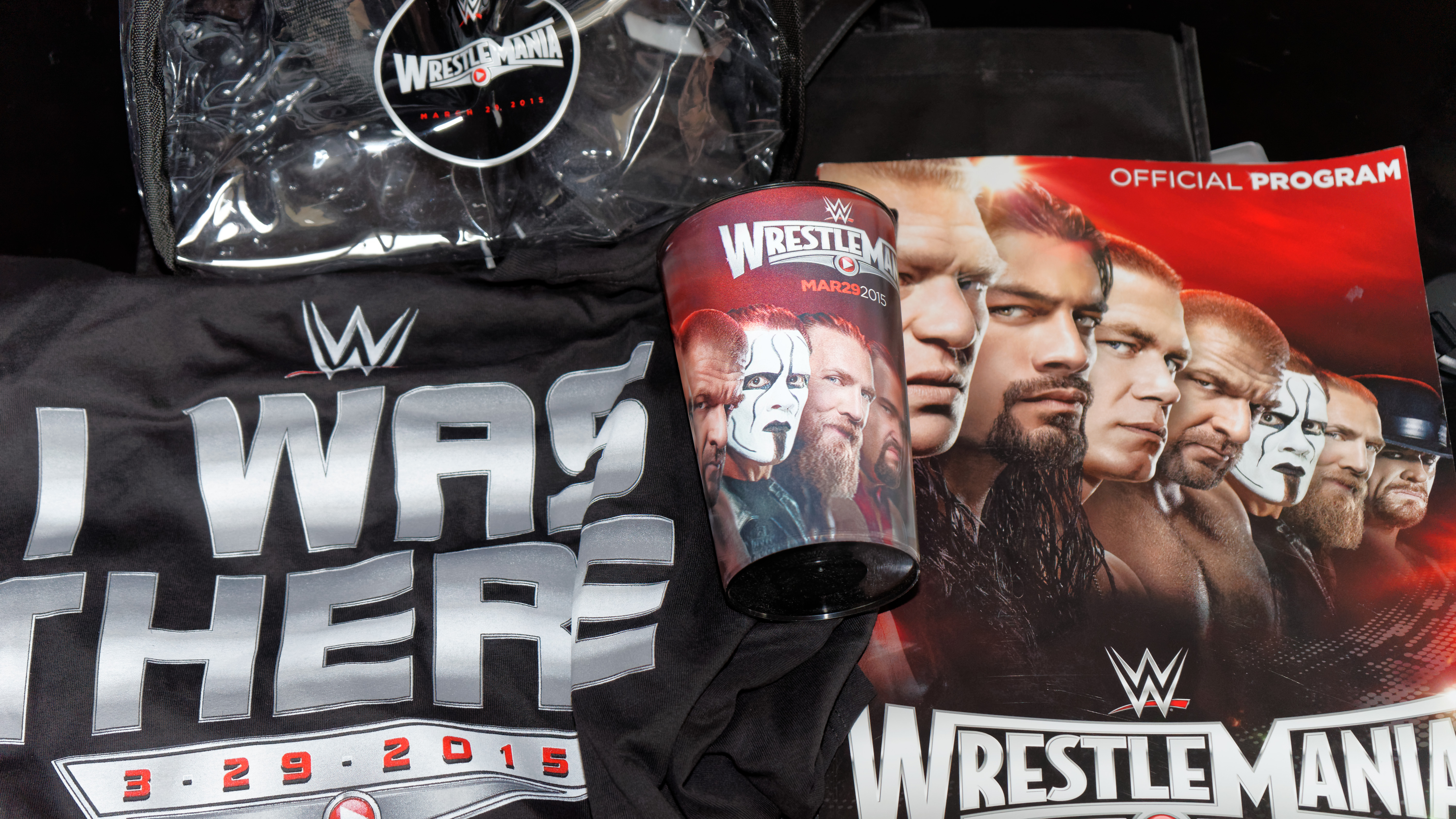
第三十一届摔角狂热大赛周边商品

戴夫·梅尔策报道称罗曼·雷恩斯的家人在主战赛结束后合情理地感到不安，尤其是罗曼的父亲雷帝（Leati）愤怒得做出“几乎不雅的场面”。
在翌日于圣何塞举行的Raw中，布洛克·莱斯纳拿出他的WWE世界重量级冠军重赛条款，但被新冠军塞斯·罗林斯驳回，莱斯纳一气之下袭击了罗林斯，但之后放走了他。随后莱斯纳拿莱斯纳的助手詹米和乔伊·麦奎里、一名摄像师和现场解说（布克·T、JBL和迈克尔·科尔）出气。最终，史蒂芬妮·麦克马洪无限期禁止莱斯纳参赛，并处以罚款。罗林斯在比赛期间晚些时候兰迪·奥顿提出重赛时再次亮相。奥顿和罗林斯后来在极限规则上进行了一场铁笼赛，但被凯恩干扰，由于罗林斯赢得比赛时不太光明磊落，后来在血债血偿上又和罗曼·雷恩斯、迪恩·安布罗斯和奥尔顿进行头衔赛，安布罗斯和雷恩斯因在连续几期的Raw节目中击败罗林斯而获得参赛资格。罗林斯后来在铁笼密室淘汰赛上因安布罗斯在赛事两周前偷走冠军腰带，被迫与其比赛。罗林斯后来在全权夫妇的要求下，在合约阶梯赛上，不依靠任何形式的援助赢得比赛，最终罗林斯捍卫冠军。翌日晚上的Raw上，布洛克·莱斯纳回归，后来在战地之王的主战赛，布洛克迎战罗林斯，最终比赛因送葬者的干扰以取消资格方式赢得比赛。11月4日，在爱尔兰都柏林一场对阵卡恩的现场秀上，罗林斯试图使出落日翻转炸弹摔时，膝盖前十字韧带、内侧副韧带和内侧半月板受损，需要动手术。据估计，罗林斯将缺阵六到九个月。因此，罗林斯于次日被迫腾出WWE世界重量级冠军，结束他220天的统治。
4月14日的SmackDown录制结束后，作为“预防措施”，WWE将丹尼尔·布莱恩踢出WWE欧洲巡演选手名单。布莱恩原计划于4月26日在极限规则上对阵坏消息·巴雷特，捍卫他的冠军，但由于布莱恩身体状况欠佳，不能迎战，致使比赛取消。不到一个星期后，WWE中断布莱恩未来所有现场秀和电视节目录制的广告宣传。阔别荧屏大约一个月后，布莱恩于5月11日的Raw上回归。然而，他表示经过核磁共振成像检查后，他可能会停赛，甚至可能会退休，但他没有透露伤势详情。因此，他放弃洲际冠军。5月31日，雷贝克在铁笼密室淘汰赛中赢得空置的WWE洲际冠军。接到说服他必须退役的详细诊断信息后，布莱恩于2016年2月8日的Raw开始前透过Twitter宣布退役。
2015年4月3日，即比赛后的第五天，AJ·李宣布退役。4月13日，佩奇赢得争夺妮琪·贝拉的丽人冠军的上绳挑战赛资格赛。赛后，转反派的娜奥米·奈特打伤了佩奇。

## 赛果
| 序号                                         | 结果 | 比赛类型                    | 时长  |
| -------------------------------------------- | --- | --------------------------- | ----- |
| 1P                                           | 泰森·奇德和凯撒罗 (c)（w.娜塔莉雅） vs. 明日组合（大E和科菲·金斯顿，哈维尔·伍兹陪同） vs. 斗牛犬组合（普里莫和费尔南多，小公牛陪同） vs. 乌索兄弟（吉米·乌索和杰伊·乌索，娜奥米陪同） | WWE双打冠军四强争霸组队赛   | 9:58  |
| 2P                                           | 大秀哥淘汰最后一名选手达米安·仙道 | 巨人安德鲁纪念杯上绳挑战赛  | 18:05 |
| 3                                            | 丹尼尔·布莱恩 击败 “坏消息”巴雷特 (c)、阿特鲁夫、迪恩·安布罗斯、卢克·哈珀、道夫·齐格勒和星尘                                                                                          | WWE洲际冠军梯子赛           | 13:47 |
| 4                                            | 兰迪·奥顿 击败 塞斯·罗林斯 （w.詹米·诺贝尔和乔伊·麦奎里） | 单打赛                      | 13:15 |
| 5                                            | 三大H （w.肖恩·迈克尔斯、洛德·道格、比利·刚恩和肖恩·沃尔特曼）击败 史汀 （w.胡克·霍根、斯科特·霍尔和凯文·纳什）                                                                       | 双肩压力或投降赛            | 18:36 |
| 6                                            | AJ·李、佩奇 击败 贝拉姐妹花 （布里·贝拉和尼基·贝拉） | 双打赛                      | 6:42  |
| 7                                            | 约翰·塞纳 击败 鲁塞夫 (c) （w.拉娜） | WWE美国冠军单打赛           | 14:31 |
| 8                                            | 送葬者 擊敗 布雷·怀亚特 | 单打赛                      | 15:12 |
| 9                                            | 塞斯·罗林斯 击败 布洛克·莱斯纳 (c) （w.保罗·海曼）和罗曼·雷恩斯 | WWE世界重量级冠军三重威胁赛 | 16:43 |
| - (c) – 冠军持有者 - P – 比赛在暖场秀中 举行 | |                             |       |

1. ↑  该比赛原本是莱斯纳和雷恩斯之间的单打赛，由于罗林斯赛在比赛期间兑现合约公文包，比赛变为三重威胁赛。